# Крум (Лимерик)
Крум (англ. Croom; ирл. Cromadh, Крома, «излучина реки») — (переписной) посёлок в Ирландии, находится в графстве Лимерик (провинция Манстер). Здесь расположен одноимённый замок.
Местная железнодорожная станция была открыта 1 августа 1862 года, закрыта для пассажиров 31 декабря 1934 года, закрыта для товароперевозок 9 сентября 1963 года и окончательно закрыта — 27 марта 1967 года.

## Демография
Население — 1045 человек (по переписи 2006 года). В 2002 году население составляло 1056 человек.
Данные переписи 2006 года:
| Общие демографические показатели |               |                               |                               |      |      |
| Всё население                    | Всё население | Изменения населения 2002—2006 | Изменения населения 2002—2006 | 2006 | 2006 |
| 2002                             | 2006          | чел.                          | %                             | муж. | жен. |
| 1056                             | 1045          | −11                           | −1,0                          | 552  | 493  |

В нижеприводимых таблицах сумма всех ответов (столбец «сумма»), как правило, меньше общего населения населённого пункта (столбец «2006»).
| Религия (Тема 2 — 5 : Число людей по религиям, 2006) |             |                |             |            |       |      |
| Католики, чел.                                       | Католики, % | Другая религия | Без религии | не указано | сумма | 2006 |
| 981                                                  | 93,9        | 30             | 18          | 16         | 1045  | 1045 |

| Этно-расовый состав (Этничность. Тема 2 — 3 : Постоянное население по этническому или культурному происхождению, 2006) |            |              |       |        |        |            |       |       |
| Белые ирландцы | Лухт-шулта | Другие белые | Негры | Азиаты | Другие | Не указано | сумма | 2006  |
| 965 | 0          | 40           | 1     | 3      | 14     | 17         | 1040  | 1045  |
| Доля от всех отвечавших на вопрос, %                                                                                   |            |              |       |        |        |            |       |       |
| 92,8 | 0,0        | 3,8          | 0,1   | 0,3    | 1,3    | 1,6        | 100   | 99,51 |

1 — доля отвечавших на вопрос о языке от всего населения.
| Владение ирландским языком (Тема 3 — 1 : Число людей от 3 лет и старше по способности говорить по-ирландски, 2006) |      |            |       |       |
| Владеете ли Вы ирландским языком?                                                                                  |      |            |       |       |
| Да | Нет  | Не указано | сумма | 2006  |
| 406 | 574  | 23         | 1003  | 1045  |
| Доля от всех отвечавших на вопрос о языке, %                                                                       |      |            |       |       |
| 40,5 | 57,2 | 2,3        | 100   | 96,01 |

1 — доля отвечавших на вопрос о языке от всего населения.
| Использование ирландского языка (Тема 3 — 2 : Говорящие по-ирландски от 3 лет и старше по частоте использования ирландского языка, 2006) |                                                            |                                               |                                               |                                               |                                               |                                               |       |                                     |      |
| Как часто и где Вы говорите по-ирландски?                                                                                                |                                                            |                                               |                                               |                                               |                                               |                                               |       |                                     |      |
| ежедневно, только в образовательных учреждениях                                                                                          | ежедневно, как в образовательных учреждениях, так и вне их | в других местах (вне образовательной системы) | в других местах (вне образовательной системы) | в других местах (вне образовательной системы) | в других местах (вне образовательной системы) | в других местах (вне образовательной системы) | сумма | всего, отвечавших на вопрос о языке | 2006 |
| ежедневно, только в образовательных учреждениях                                                                                          | ежедневно, как в образовательных учреждениях, так и вне их | ежедневно                                     | каждую неделю                                 | реже                                          | никогда                                       | не указано                                    | сумма | всего, отвечавших на вопрос о языке | 2006 |
| 118 | 0                                                          | 3                                             | 24                                            | 157                                           | 99                                            | 5                                             | 406   | 1003                                | 1045 |
| Доля от всех отвечавших на вопрос о языке, %                                                                                             |                                                            |                                               |                                               |                                               |                                               |                                               |       |                                     |      |
| 11,8 | 0,0                                                        | 0,3                                           | 2,4                                           | 15,7                                          | 9,9                                           | 0,5                                           | 40,5  | 100                                 |      |

| Типы частных жилищ (Тема 6 — 1(a) : Число частных домовладений по типу размещения, 2006) |          |         |                 |            |       |      |
| Отдельный дом                                                                            | Квартира | Комната | Переносные дома | не указано | сумма | 2006 |
| 323                                                                                      | 16       | 1       | 0               | 13         | 353   | 1045 |